# ميكاه جونسون
ميكاه جونسون (بالإنجليزية: Micah Johnson)‏ هو صحفي أمريكي، ولد في 23 يوليو 1964 في بيتسبرغ في الولايات المتحدة.